# Walter Veltroni
Walter Veltroni (Roma, 3 luglio 1955) è un politico, giornalista, scrittore e regista italiano.
Eletto sindaco di Roma una prima volta nel 2001, è stato poi riconfermato nel 2006 e si è dimesso da tale carica il 13 febbraio 2008 per candidarsi alle elezioni politiche dell'aprile successivo.
Dopo aver trascorso parte della sua carriera politica nella Federazione Giovanile Comunista Italiana (FGCI) e poi nel Partito Comunista Italiano (PCI), il 14 ottobre 2007 diviene il primo segretario politico nazionale del nascente Partito Democratico, incarico da cui si è dimesso il 17 febbraio 2009 in seguito alla sconfitte elettorali alle elezioni generali dell'aprile 2008 e a quelle regionali del 2009 in Sardegna. Era stato eletto con le elezioni primarie dal 76% dei votanti. Prima della caduta del secondo governo Prodi, dichiarò che il Partito Democratico avrebbe corso alle successive elezioni politiche da solo, candidandosi pertanto alla presidenza del Consiglio dei ministri. In seguito derogò in parte al proposito di corsa solitaria con l'accettazione dell'alleanza con il partito di Antonio Di Pietro e della confluenza nelle liste del PD dei candidati dei Radicali Italiani, i quali poi confluirono nei gruppi parlamentari del PD per la XVI Legislatura.
È stato vicepresidente del Consiglio e Ministro per i beni culturali e ambientali del governo Prodi I e segretario dei Democratici di Sinistra dall'ottobre 1998 all'aprile 2001.
Dopo la sconfitta alle elezioni politiche del 2008, ripropose, sul modello anglosassone dello shadow cabinet, il governo ombra del PD, il secondo di questo tipo in Italia, dopo quello del PCI con a capo Achille Occhetto.

## Biografia

### Gli studi

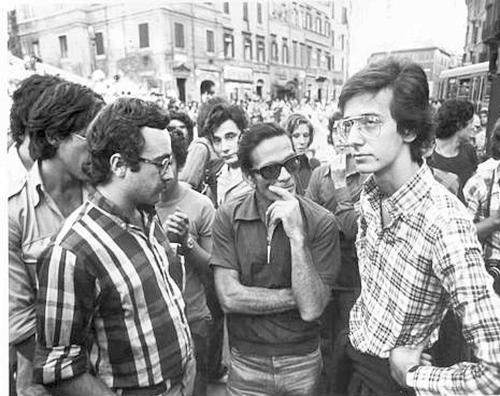
Veltroni con Pier Paolo Pasolini e Ferdinando Adornato negli anni '70

Figlio secondogenito di Vittorio Veltroni, radiocronista EIAR e poi dirigente Rai, che morì a soli 37 anni per una leucemia acuta quando Walter aveva un anno, e di Ivanka Kotnik, figlia dello sloveno Ciril Kotnik, ambasciatore del Regno di Jugoslavia presso la Santa Sede, che dopo l'armistizio di Cassibile aiutò numerosi ebrei romani a scappare dalla persecuzione nazifascista; suo fratello maggiore Valerio (1949) è un ex politico, dirigente del Partito Comunista Italiano in Sicilia, e imprenditore.
Si avvicinò al mondo del cinema e successivamente maturò le prime esperienze politiche.
Bocciato in quarta ginnasio al liceo Torquato Tasso di Roma, ha conseguito nel 1973 il diploma di istruzione secondaria superiore all'Istituto statale di Cine-Tv Rossellini.
Nel 1982 ha sposato Flavia Prisco, avendo come suo testimone di nozze il cantautore Francesco De Gregori, da cui ha avuto 2 figlie: Martina e Vittoria.

### Prime esperienze politiche
Avvicinato al Partito Comunista Italiano (PCI) tramite il fratello Valerio, ha cominciato a dedicarsi all'attività politica nel 1970, militando tra le file della Federazione Giovanile Comunista Italiana, l'organizzazione giovanile del PCI, ai tempi della scuola.
Alle elezioni amministrative del 1976 si candidò al consiglio comunale di Roma, tra le liste del Partito Comunista Italiano, risultando eletto consigliere comunale a soli ventuno anni e mantenendo il ruolo fino al 1981.

### Elezione a deputato e svolta della Bolognina

Walter Veltroni assieme ad Achille Occhetto negli ultimi anni del PCI

Alle elezioni politiche del 1987 si candida per la prima volta alla Camera dei deputati, tra le liste del PCI nella circoscrizione Roma-Viterbo-Latina-Frosinone, risultando eletto deputato con 19.258 preferenze. Nella X legislatura della Repubblica è stato membro della 7ª Commissione Cultura, scienza e istruzione, della Commissione parlamentare di vigilanza Rai e della Sottocommissione Rai per la pubblicità e per i criteri di spesa.
Nel 1988 entra a far parte del comitato centrale del PCI, dove appoggiò la svolta della Bolognina di Achille Occhetto che portò allo scioglimento del PCI e la sua confluenza nel post-comunista Partito Democratico della Sinistra (PDS).
Alle politiche del 1992 si ricandidò alla Camera, tra le liste del PDS nella circoscrizione Perugia-Terni-Rieti, venendo rieletto deputato come il più votato della circoscrizione con 25.981 preferenze. Nel corso della XI legislatura ha fatto parte di nuovo della 7ª Commissione Cultura, scienza e istruzione.

### Direttore deL'Unità
Nel 1983 diventa giornalista pubblicista, mentre il 10 maggio 1992 divenne direttore de L'Unità, quotidiano dell'ex PCI prima e PDS poi, ruolo che mantenne fino al 29 aprile 1996. Mentre dirigeva il giornale, nel luglio 1995 divenne giornalista professionista: non potendo infatti, in quanto parlamentare, essere direttore responsabile del giornale (all'epoca era Giuseppe Federico Mennella), poté esserne praticante (condizione anch'essa incompatibile con il direttore responsabile, che dev'essere o professionista o pubblicista).
Veltroni fu l'ultimo direttore politico del quotidiano: nessuno dei successori fu parlamentare durante l'incarico, quindi con lui terminò la prassi dell'Unità – e di tanti giornali di partito – dei due direttori, quello d'indirizzo e quello responsabile davanti alla legge.
Nel suo periodo, l'Unità fu caratterizzata da importanti novità quali la riduzione del formato, l'aumento della foliazione - dividendo il giornale in due dorsi, con "l'Unità due" che si occupava approfonditamente di cultura e società - e la pubblicazione in allegato di libri e videocassette, per la prima volta con continuità tra i quotidiani italiani. Negli anni della sua direzione l'Unità registrò un incremento di diffusione, passando dalle 124 000 copie del 1992 alle 157.000 del 1995.

### Ministro dei beni culturali e Vicepresidente del Consiglio

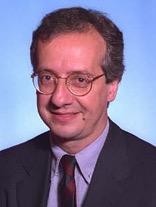
Walter Veltroni rieletto alla Camera dei deputati nel 1996

Alle elezioni politiche del 1996, dove durante la campagna elettorale è stato chiamato da Romano Prodi a condividere la leadership della coalizione di centro-sinistra L'Ulivo, viene ricandidato alla Camera nel collegio uninominale di Roma Centro, sostenuto dall'Ulivo in quota PDS, venendo rieletto deputato con il 49,91% dei voti e sconfiggendo i candidati del Polo per le Libertà, ed ex ministro di grazia e giustizia nel governo Dini, Filippo Mancuso (45,85%) e del Movimento Sociale Fiamma Tricolore Isabella Rauti (4,29%), figlia dell'ex segretario del MSI Pino. Nel corso della XIII legislatura ha fatto parte della 9ª Commissione Trasporti, poste e telecomunicazioni (1996-1998) e della 3ª Commissione Affari esteri e comunitari (1998-2001), venendo sostituito per l'incarico di governo che occupa rispettivamente da Domenico Bova e Fabio Evangelisti.
Dopo la vittoria de L'Ulivo alle politiche e il successivo incarico di formare un esecutivo presieduto da Prodi, il 17 maggio 1996 Veltroni è stato indicato quale ministro per i beni culturali e ambientali e Vicepresidente del Consiglio dei Ministri. Il giorno successivo ha giurato nelle mani del Presidente della Repubblica Oscar Luigi Scalfaro come ministro e vicepremier nel primo governo Prodi, ottenendo poi le deleghe per lo spettacolo e lo sport, incarico che mantenne fino alla fine dell'esecutivo.
In tale veste si è impegnato per i restauri e le riaperture di importanti monumenti nazionali come la Galleria Borghese, Palazzo Altemps e Palazzo Massimo a Roma e la reggia di Venaria Reale in Piemonte. Introduce il meccanismo di assegnazione delle risorse provenienti dalle estrazioni del Lotto per finanziare il restauro dei beni culturali; lancia l'apertura serale dei musei. Per i risultati ottenuti nella valorizzazione e nel recupero dei beni culturali, la Francia lo ha insignito, nel maggio 2000, della Legion d'Onore.

### Segretario dei Democratici di Sinistra

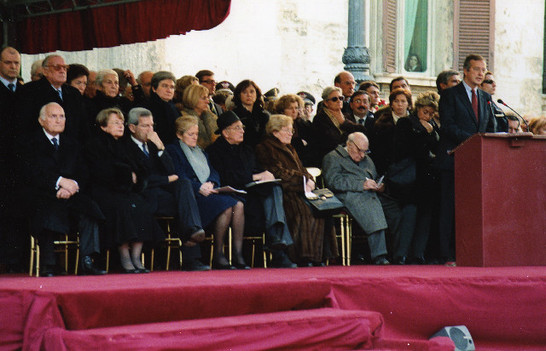
Veltroni (a destra) ai funerali di Stato per Nilde Iotti nel 1999

Agli inizi del 1998 aderisce alla svolta di D'Alema dal PDS ai Democratici di Sinistra (DS), per unificare il PDS con altre formazioni della sinistra italiana di varie ispirazioni laiche e cattoliche ed "ammainare" definitivamente il simbolo del PCI, sostituendolo con la rosa della socialdemocrazia. A novembre dello stesso anno, con la caduta del governo Prodi e la nascita di quello presieduto da D'Alema, che portano alle dimissioni di quest'ultimo da segretario nazionale, torna a concentrarsi sul partito, che lo aveva eletto come nuovo segretario al posto di D'Alema. Al primo congresso dei DS, che si è svolto a Torino dal 13 al 16 gennaio 2000, venne confermato segretario con il 79,9% dei voti.
Sotto la sua guida i DS dovettero affrontare il progressivo calo degli iscritti rispetto al PCI/PDS, che nel 1999 erano 656.146, numero che, nonostante rendesse il partito più grande d'Europa, era comunque la metà rispetto all'ultimo anno di attività del PCI (meno di 10 anni prima), che poi l'anno successivo perse ulteriormente 100.000 iscritti, oltreché il graduale abbandono dei militanti storici del partito; inoltre i DS alle elezioni politiche del 2001 arrivano al suo minimo storico, con il 16,6% dei voti (che rispetto a 5 anni prima come PDS da solo era al 21%). Si presente come segretario dimissionario (anche a causa dell'elezione a sindaco di Roma), lasciando che la segreteria venisse retta dal coordinatore Pietro Folena fino al congresso straodinario di novembre 2001, dove venne eletto Piero Fassino.

### Sindaco di Roma

#### Elezione al Campidoglio
Alle elezioni amministrative del 2001 si candida a sindaco di Roma, sostenuto da una coalizione di centro-sinistra formata da DS, Lista Civica Roma per Veltroni, La Margherita, Rifondazione Comunista, Federazione dei Verdi, Comunisti Italiani, Socialisti Democratici Italiani, dove al primo turno ottenne il 48,35% dei voti e accedendo al ballottaggio con il candidato della Casa delle Libertà Antonio Tajani (45,12%).. Al ballottaggio Veltroni vince e fu eletto con il 52,17% dei voti, battendo Tajani al 47,83% dei voti. Rinuncia per incompatibilità alla carica di deputato, venendo sostituito dalla collega di partito Sesa Amici.
Alle amministrative del 2006 viene riconfermato sindaco della capitale al primo turno col 61,45%, risultato grazie al quale batte il nuovo candidato della Casa delle Libertà Gianni Alemanno.

#### Amministrazione della città

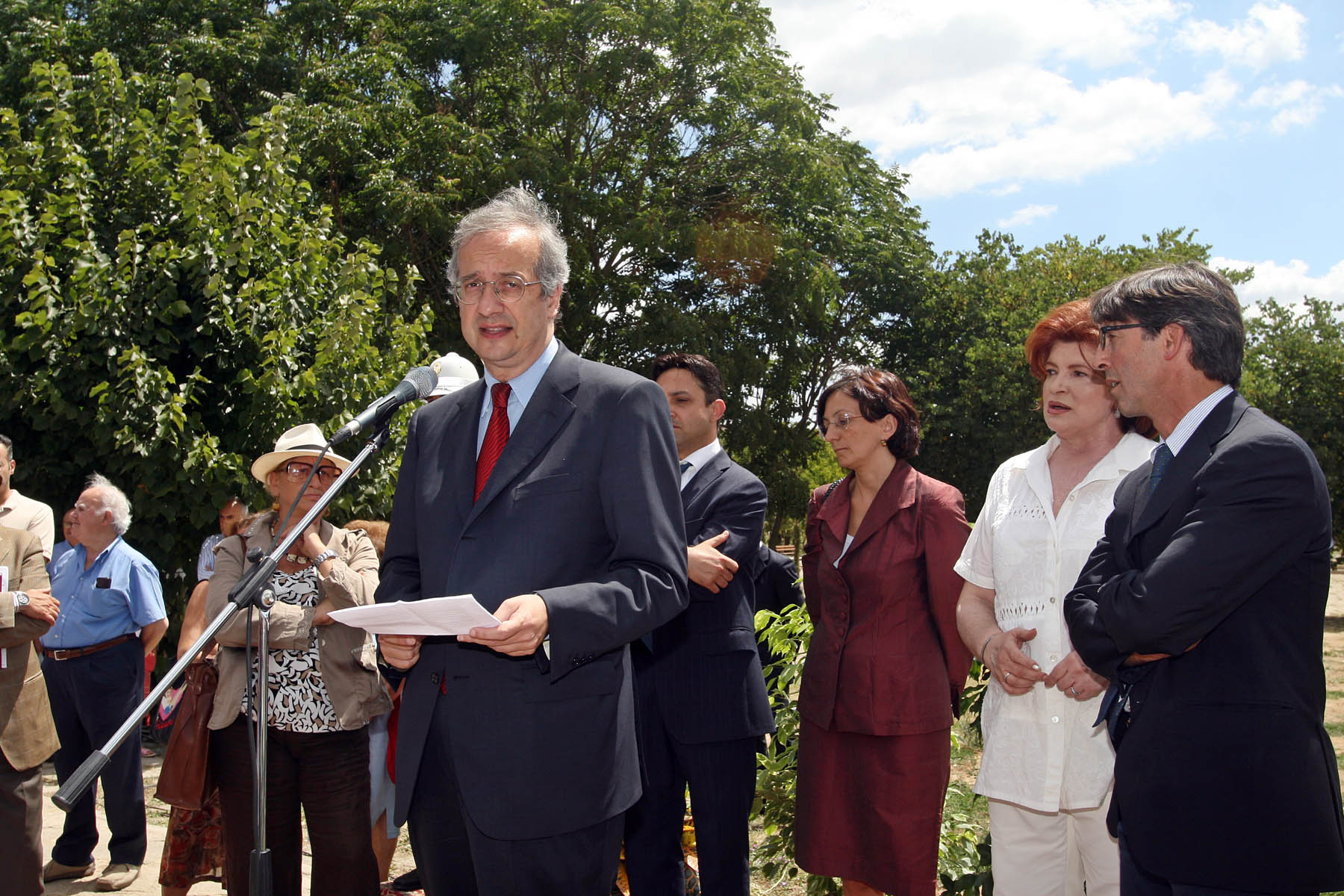
Veltroni sindaco di Roma nel 2007

Nel 2005 si reca negli Stati Uniti per incontrare il senatore degli Stati Uniti per l'Illinois democratico Barack Obama, di cui è stato uno dei primi sostenitori fuori dagli Stati Uniti e per il quale ha scritto la prefazione all'edizione italiana del libro autobiografico L'audacia della speranza nel 2007. Nel 2008 il Los Angeles Times scrisse che Veltroni si presentava, in vista delle elezioni, come l'Obama italiano e come tale era visto da commentatori quali Lucia Annunziata.

Pur essendo non credente ("credo di non credere"), da sindaco di Roma conferisce la cittadinanza onoraria a papa Giovanni Paolo II e propone di intitolargli, subito dopo la sua morte, la stazione Termini; proposta che non viene raccolta né dalla Chiesa cattolica né da altri.

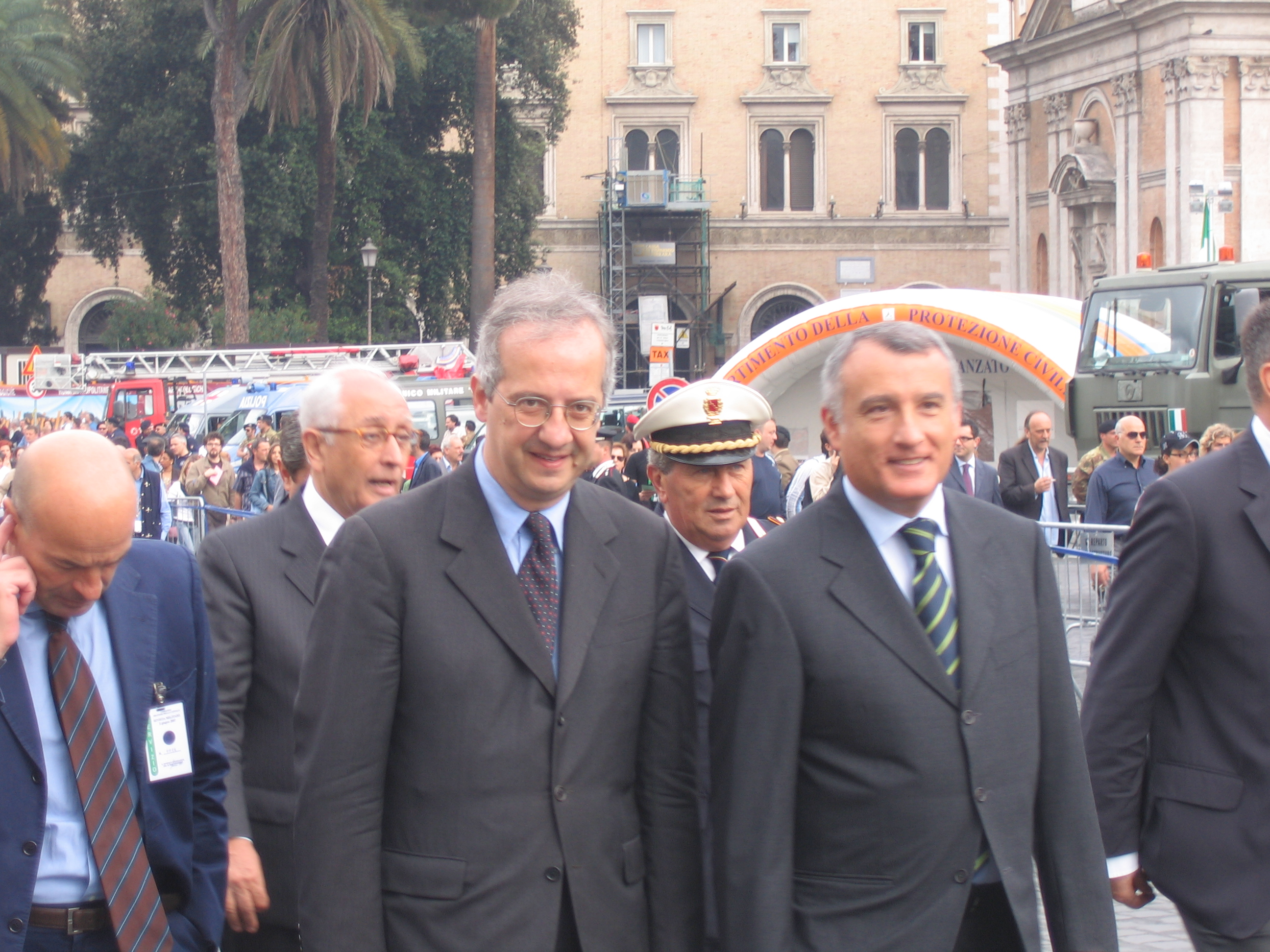
Veltroni (al centro) col presidente della Regione Lazio Piero Marrazzo (a destra) nel 2007

Alcuni suoi provvedimenti e dichiarazioni in qualità di sindaco suscitano perplessità e polemiche, tra gli altri: l'aver promosso la costruzione di un parcheggio multipiano interrato al Pincio, da molti giudicato incompatibile coi beni artistici di Roma. Nel campo dell'edilizia urbana, la giunta Veltroni conferma e parzialmente attua le cubature dal nuovo PRG della giunta precedente, previsti in 70 milioni di metri cubi di nuovo cemento, segnando il decennio con la nascita dei maggiori centri commerciali della cintura periferica. Quando lascia l’incarico i successori si ritrovano con un debito comunale di 6,95 miliardi di €.

### Segretario del Partito Democratico

#### Elezione a segretario

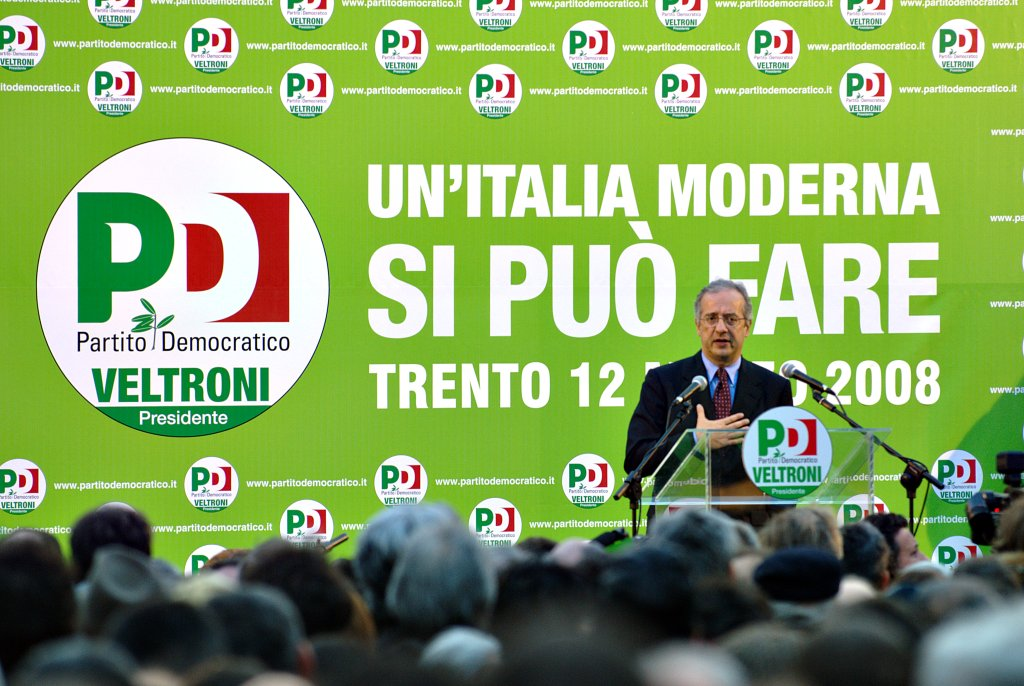
Walter Veltroni a Trento durante la campagna elettorale per le elezioni politiche del 2008

Dal 23 maggio 2007 entra a far parte del Comitato nazionale per il nascente Partito Democratico che riunisce 45 membri, i leader delle componenti del PD. A seguito di una serie di confronti tra le anime del nascente PD, viene individuato in Walter Veltroni il candidato designato alla guida del nuovo partito, sostenuto dalla larga parte della Quercia e da ampi settori della Margherita, affiancato in ticket da Dario Franceschini, capogruppo dei parlamentari dell'Ulivo a Montecitorio. Il 20 giugno 2007, Piero Fassino e Massimo D'Alema si dichiarano favorevoli a candidare Veltroni come segretario del PD.
Veltroni presenta la sua candidatura alle primarie del Partito Democratico il 27 giugno in un discorso al "Lingotto" di Torino, sottolineando i quattro temi chiave del nuovo partito: ambiente, patto generazionale, formazione, sicurezza. Gli altri concorrenti alla Segreteria sono Rosy Bindi, Enrico Letta, Mario Adinolfi, Pier Giorgio Gawronski e Jacopo G. Schettini. La nascita del Partito Democratico è avvenuta ufficialmente il 14 ottobre 2007 con le primarie del Partito Democratico, alle quali parteciparono oltre tre milioni di cittadini. Veltroni fu eletto segretario con il 75% dei consensi: la sua nomina fu ratificata dai membri dell'Assemblea Costituente Nazionale il 27 ottobre seguente.

#### Elezioni politiche del 2008

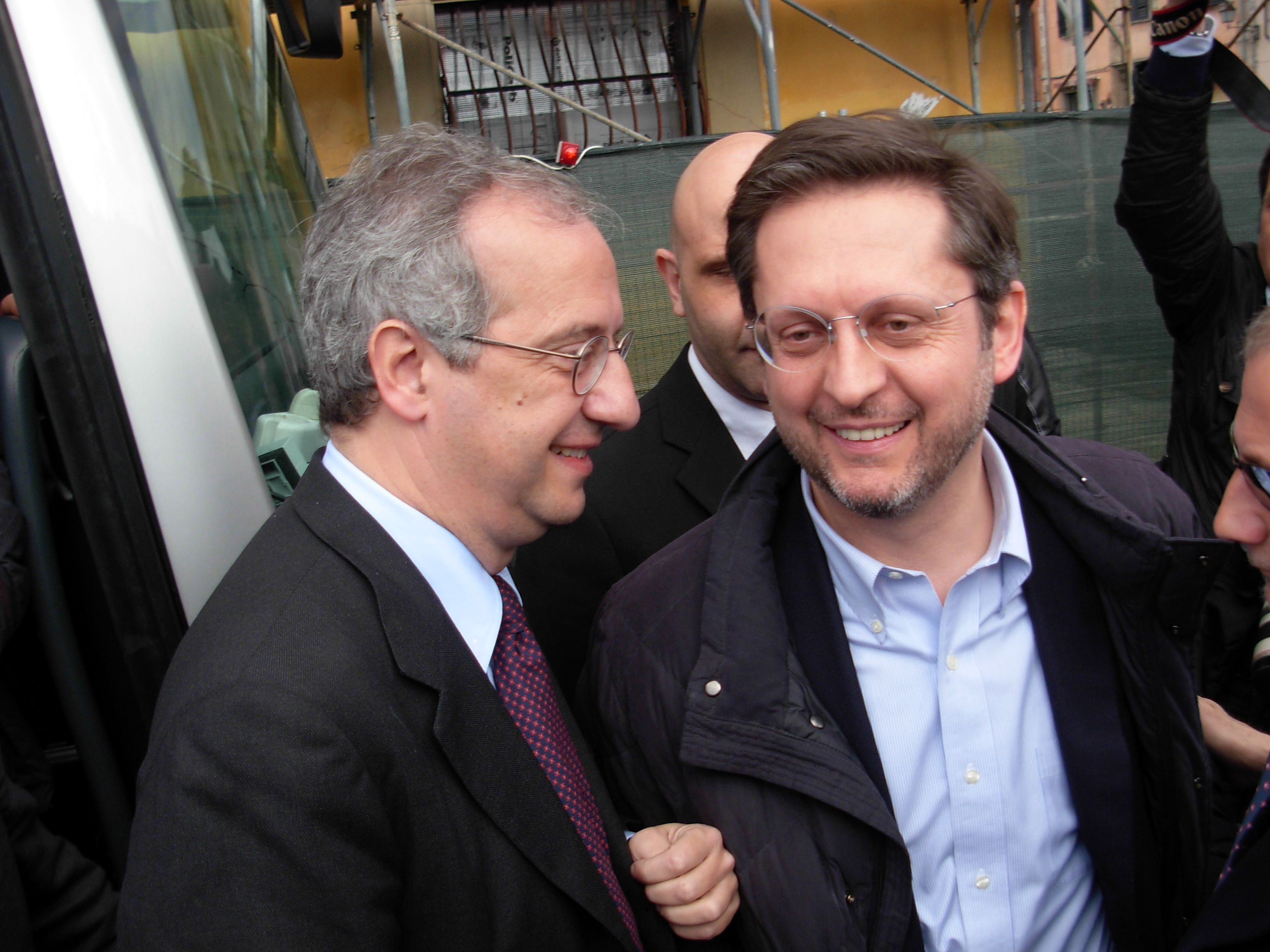
Walter Veltroni con Marco Filippeschi a Pisa nel 2008

Prima della caduta del secondo governo Prodi, Veltroni aveva annunciato che il Partito Democratico avrebbe corso da solo alle elezioni politiche, fissate per il 13 e 14 aprile 2008. Per poter presentare la propria candidatura alle elezioni, in base alla legislazione vigente, Veltroni rassegnò le dimissioni da sindaco il 13 febbraio trasmettendo le proprie funzioni al Commissario prefettizio Mario Morcone nell'attesa delle nuove elezioni comunali. Alle elezioni politiche del 13 e 14 aprile 2008 il partito guidato da Veltroni ottenne circa il 33% dei consensi, mentre la coalizione opposta (escludendo la Lega Nord che si attestò quasi all'8,5% su scala nazionale) lo superò di circa 5 punti.

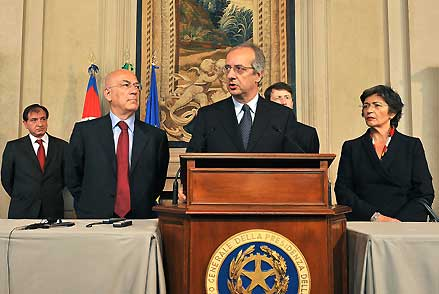
Veltroni (al centro) assieme ai capigruppo PD Antonello Soro e Anna Finocchiaro per le consultazioni al Quirinale del 2008

All'indomani della vittoria del centrodestra alle elezioni amministrative di Roma, il nuovo sindaco Gianni Alemanno dichiarò che a Roma era venuto a cadere il sistema di potere instaurato da Veltroni. A giugno 2008 il governo e Alemanno stesso insieme resero nota l'esistenza di un grave indebitamento del comune di Roma, ammontante a circa 8,1 miliardi di euro, che sarebbe stato ereditato dall'amministrazione di Veltroni. Di tutta risposta respinse ogni accusa, dichiarando che il presunto buco di Roma era una bufala politica, dato che il debito pubblico della città era cresciuto negli ultimi anni meno che nello Stato o in altre grandi città ed era comunque imputabile a mancati trasferimenti dalla Regione: «È inferiore, per fare un esempio, a quello di Milano», affermò il leader del PD. La cifra citata da Alemanno vennr poi ridotta dall'agenzia di rating Standard & Poor's del 20% circa, a 6,9 miliardi di euro.

#### Opposizione al governo Berlusconi
Su sua specifica iniziativa diventa Presidente del Consiglio nel governo ombra del Partito Democratico, ruolo che ricopre dal 9 maggio 2008 al 21 febbraio 2009 quando si dimette da segretario del PD. Il Governo ombra, composto per di più dai responsabili nazionali del PD della segreteria Veltroni, non ha avuto alcun valore giuridico ma nasce come iniziativa politica di alternativa alle proposte presentate dal governo Berlusconi IV.

#### Dimissioni da segretario
Il 17 febbraio 2009, a seguito della pesante sconfitta del PD alle elezioni regionali in Sardegna (dove il presidente uscente Renato Soru venne superato dal canidato del centro-destra Ugo Cappellacci, fino ad allora sconosciuto e presentato dai giornali come «figlio del commercialista di Berlusconi»), si dimette da segretario del PD, anche se in un primo momento la segreteria del PD respinse le dimissioni, confermando l'irrevocabilità delle proprie dimissioni in un discorso il giorno successivo al Tempio di Adriano a Roma. Durante il suo discorso, disse che il PD non era nato come un «partito-Vinavil» capace di «tenere incollata qualsiasi cosa», e che al contrario era un progetto ambizioso finalizzato a «far diventare il riformismo maggioranza nel Paese. Io non ci sono riuscito, ed è per questo che lascio e chiedo scusa. Posso dire "quello che non vorresti fatto a te non farlo agli altri", io non lo farò. Il PD è stato il sogno della mia vita, non bisogna tornare indietro e pensare che ci sia uno ieri migliore dell’oggi. Non chiedete a chi verrà dopo di me con l’orologio in mano di ottenere dei risultati. Il nostro è un grande progetto, e riguarda gli anni, non si consuma in 18 mesi».
A Veltroni subentrò come segretario il suo vicesegretario Dario Franceschini, che guiderà il partito durante le elezioni europee di quell'anno e lo scandalo Marrazzo fino alle primarie del 25 ottobre 2009, dove Franceschini si candiderà, ma perderà in favore di Pier Luigi Bersani.

### Conclusione della carriera politica
A febbraio 2010 tiene a battesimo la fondazione "Democratica", di cui diventa il primo presidente. Alle attività di questa fondazione, che Veltroni ribadì non essere una corrente del PD, parteciparono alcuni politici vicini a lui: Enrico Morando, Salvatore Vassallo, Marco Minniti, Giorgio Tonini, Walter Verini, Andrea Martella e Roberto Morassut.
Il 14 ottobre 2012, durante un'intervista al programma televisivo Che tempo che fa condotto da Fabio Fazio, annunciò che non si sarebbe ricandidato alle elezioni politiche del 2013, come da tempo in molti chiedono a lui e ad altri leader del PD con diversi mandati alle spalle, spiegando che «non è un cedimento alla rottamazione» e che «continuerà comunque a fare politica in altre forme».

### Sviluppi recenti
Dal 9 ottobre 2014 è membro del Consiglio Direttivo di Unicef Italia. In seguito alla riapertura de l'Unità, nel giugno 2015 Veltroni torna a collaborarvi, firmando l'articolo dell'edizione domenicale della rubrica La domenica di Walter Veltroni.

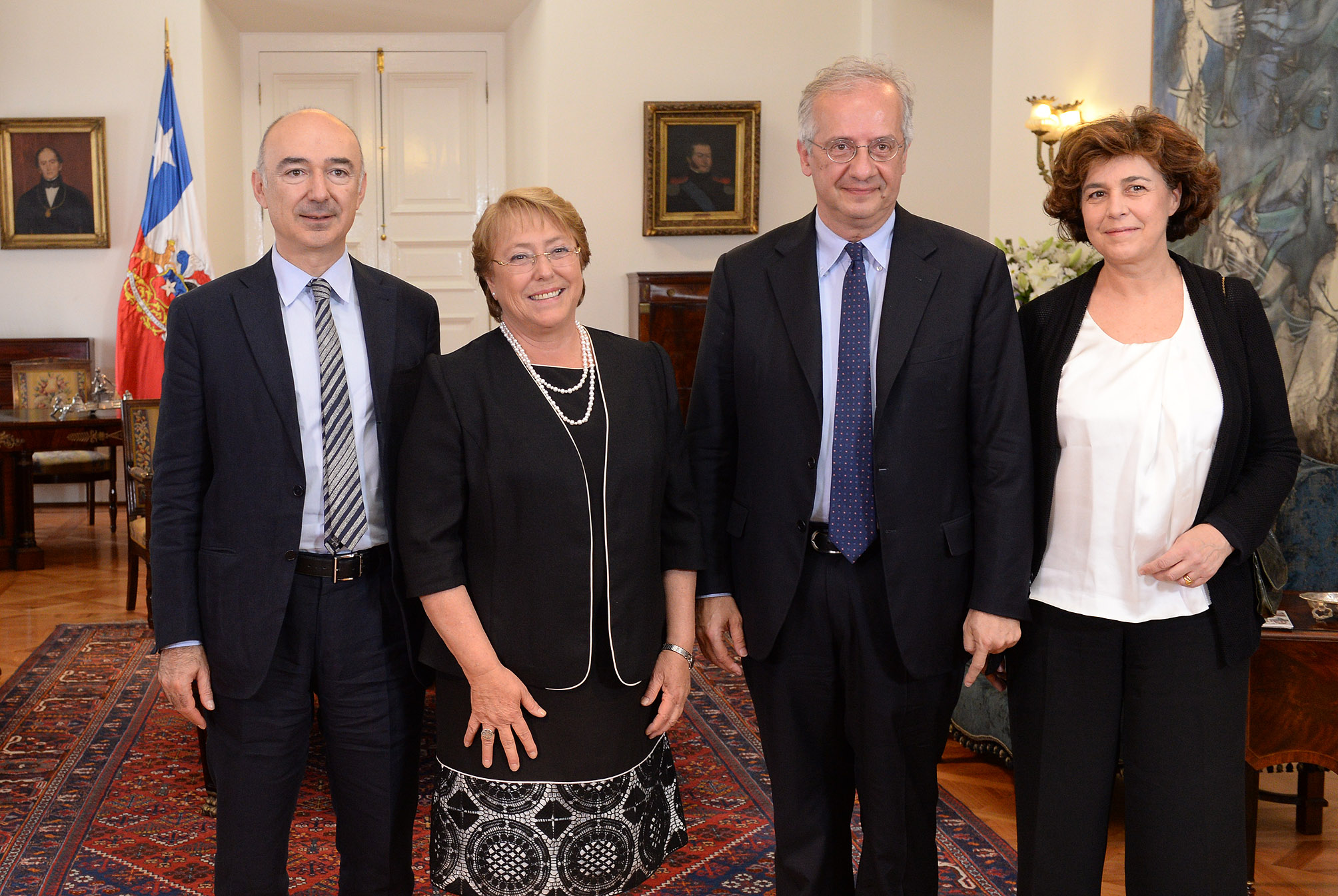
Walter Veltroni con la presidente del Cile Michelle Bachelet nel 2015

Il 14 ottobre 2017 apre la cerimonia al Teatro Eliseo di Roma per i 10 anni del PD (di cui era stato proprio da quel giorno il primo segretario), e in quell'occasione dichiarò che il governo Prodi I fu il migliore della storia repubblicana, auspicando che si potessero superare le divisioni nella sinistra e, rivolgendosi al Presidente del Consiglio Paolo Gentiloni e al segretario del PD Matteo Renzi (seduti in prima fila), che la legislatura in corso si concludesse con l'approvazione dello ius soli (entrambe cose non avvenute).
Durante la campagna elettorale delle elezioni politiche del 2018 chiese pubblicamente al segretario del PD Renzi di rinunciare al ruolo di candidato premier della coalizione di centro-sinistra e di indicare Gentiloni in quel ruolo. In risposta a questa proposta Renzi ha sempre smentito, affermando che la legge elettorale non prevedeva la nomina di un candidato premier e che, essendo stato eletto segretario del partito con quasi il 70% dei voti, quindi per statuto del partito il candidato premier era lui.
A settembre 2020, in vista del referendum costituzionale sulla riduzione del numero dei parlamentari legato alla riforma Fraccaro del Movimento 5 Stelle, annuncia il suo voto contrario, in dissidenza con la linea ufficiale del PD schierato a favore, affermando: «Se si tocca il Parlamento, bisogna farlo tenendo conto degli equilibri necessari. Il vero problema è il bicameralismo perfetto. Per questo voterò no». Successivamente Il Fatto Quotidiano ha evidenziato e fatto notare come nel 2008, quando era segretario del PD, sia stato proprio Veltroni, assieme al capogruppo PD al Senato Anna Finocchiaro e Felice Casson, a presentare un ddl «per tagliare gli eletti da 945 a 600».
Ad oggi è editorialista per il Corriere della Sera e collaboratore occasionale della Gazzetta dello Sport, dove nei suoi articoli tratta principalmente argomenti politici e calcistici. A quanto riporta il Corriere dell'Umbria percepisce un vitalizio di oltre 9.000 euro dal 2004.

## Promozione di attività culturali e sportive
Quando era sindaco di Roma, Veltroni promosse attività culturali in collaborazione con le scuole della capitale: nel 2004, ad esempio, inaugurò con gli studenti delle scuole romane una serie di viaggi in paesi dell'Africa volti a sensibilizzare gli studenti sul tema della povertà nel Terzo Mondo e per donare, con i soldi raccolti dagli studenti, nuove strutture, specialmente scuole, ai paesi visitati. Il primo viaggio, svoltosi nel 2004, ebbe come meta il Mozambico; il secondo, del 2005, si svolse in Ruanda; il terzo, del 2007, fu in Malawi. Nel 2007 invece scrisse il soggetto di un corto per il programma ScreenSaver di Rai Tre che venne sviluppato con i ragazzi della sua ex-scuola media. Nello stesso periodo organizzò un ciclo di incontri sul tema "Che cos'è la politica".
Appassionato di pallacanestro e tifoso della Virtus Roma, il 7 novembre 2006 viene nominato presidente onorario della Lega Basket. Ha inoltre appoggiato la costruzione di diversi nuovi impianti sportivi e la candidatura di Roma per i Giochi olimpici estivi del 2020 (inizialmente prevista per il 2016, poi posticipata). Sempre nel 2006 si è fatto promotore di CINEMA. Festa Internazionale di Roma, festival cinematografico della capitale la cui prima edizione si è tenuta a ottobre dello stesso anno. Per quel che concerne il calcio, non ha mai nascosto la sua simpatia per la Juventus.
Nel 2009 ha ricevuto il Premio America della Fondazione Italia USA, mentre nel 2016 vince il Premio letterario La Tore Isola d'Elba, vinto tra gli altri da Camilleri, Faletti, Vitali e Daverio.Nel 2013 è commentatore di trasmissioni cinematografiche sul canale Iris di Mediaset.
A marzo 2014 debutta come regista con Quando c'era Berlinguer, film documentario ispirato alla vita del segretario del PCI Enrico Berlinguer. Per questo docufilm gli è stato assegnato il Premio penisola sorrentina Arturo Esposito 2014. Nel 2015 torna come regista del film I bambini sanno. Nel 2020 torna alla regia con il film documentario Fabrizio De André e PFM - Il concerto ritrovato..
È co-presidente del Summit Mondiale dei Nobel per la Pace, oltre a scrivere su Sette, nel 2021 è stato opinionista dell’Europeo per La Gazzetta dello Sport.

## Aspetti controversi

### Militanza nel PCI
Pur avendo militato per i primi 21 anni della sua carriera politica nel PCI, di cui è stato eletto consigliere comunale di Roma nelle sue liste, in più di un'occasione ha affermato pubblicamente di non essersi mai veramente riconosciuto nell'ideologia comunista. Una delle sue dichiarazioni più famose, infatti, recita: «Si poteva stare nel PCI senza essere comunisti. Era possibile, è stato così» (1995). Quattro anni dopo, in un articolo pubblicato sulla La Stampa (1999), dichiarò: «Comunismo e libertà sono stati incompatibili, questa è stata la grande tragedia europea del dopo-Auschwitz». E ancora: «Io ero ragazzo, allora, ma consideravo Breznev un avversario, la sua dittatura un nemico da abbattere».

### Contributo al decreto Berlusconi

Walter Veltroni con Silvio Berlusconi e Sergio Zavoli alla Festa dell'Unità nel 1986

Secondo il libro di Michele De Lucia Il Baratto, Veltroni, in quanto Responsabile comunicazioni di massa del PCI e seguendo la linea del partito all'epoca, avrebbe aiutato a ratificare il decreto Berlusconi di Bettino Craxi nel 1985, che permetteva all'omonimo imprenditore di aggirare la decisione di tre pretori del 16 ottobre 1984 di procedere al sequestro nelle loro regioni di competenza del sistema che permetteva la trasmissione simultanea nel paese dei tre canali televisivi. Questo in cambio, sempre secondo il libro, di Rai 3 al PCI.

### Annunci di ritiro dalla politica
Nel 2003, intervistato da Panorama, Veltroni ha dichiarato che, in caso di rielezione a sindaco di Roma nel 2006, avrebbe concluso la sua carriera politica alla fine del mandato nel 2011, cosa ribadita l'8 gennaio 2006, ospite del programma televisivo Che tempo che fa, e ulteriormente il successivo 8 ottobre. Tuttavia, nonostante queste dichiarazioni, non abbandonò la politica al termine del mandato da sindaco nel 2011 (che si concluso nel 2008 con le dimissioni anticipate), ma nel 2013, dopo aver concluso il mandato da deputato, essendo stato nel frattempo rieletto deputato alle politiche del 2008.

### Concetto d'integrazione a Treviso
In un'intervista del settembre 2007 alla trasmissione televisiva Le invasioni barbariche, all'affermazione della conduttrice che a Treviso le strade sono più curate che a Roma, Veltroni rispose: «Sì, ma per niente al mondo scambierei il concetto di integrazione che c'è a Treviso con quello che abbiamo a Roma». Questa critica rivolta alla provincia veneta, prima in Italia nel 2006 in fatto di integrazione razziale secondo la Caritas, provocò reazioni bipartisan tra i politici locali: il presidente della Provincia Leonardo Muraro invitò Veltroni a scusarsi, mentre alcuni esponenti del Partito Democratico (PD) fecero notare che la frase, pur sbagliata fuori contesto, era riferita alla classe dirigente leghista, in particolare all'allora vicesindaco Giancarlo Gentilini, fautore della tolleranza zero.

### Politica urbanistica di Roma
Aspetti controversi sono emersi anche in seguito a una puntata di Report, intitolata I re di Roma, avente per oggetto la politica urbanistica di Veltroni nel periodo in cui è stato sindaco della Capitale. La trasmissione riportò numeri e modalità con cui si sarebbe compiuto un vero e proprio "sacco urbanistico" ai danni della città, attraverso l'approvazione del nuovo Piano Regolatore, che aveva permesso ai costruttori di edificare ben 70 milioni di metri cubi di cemento, per un consumo di territorio naturale di almeno 15.000 ettari (una superficie più grande di quella del comune di Napoli).

### Gestione del Partito Democratico
La scelta di Veltroni e della classe dirigente del PD alle elezioni politiche del 2008 di non allearsi con altri partiti della sinistra fu oggetto di critiche da parte della sinistra stessa, che attribuì la responsabilità della propria scomparsa dal Parlamento e della sconfitta del centro-sinistra al cosiddetto "isolazionismo" di Veltroni. D'altronde, la classe dirigente del PD non era disposta a rischiare una coalizione che non fosse basata su un accordo programmatico di governo. Parole di fuoco contro la sinistra sono state espresse da Eugenio Scalfari, secondo cui l'accusa contro Veltroni sarebbe «ai confini dell'assurdo». Lo stesso Romano Prodi, che a dicembre 2007 aveva lanciato un ultimatum agli esponenti di Rifondazione Comunista Franco Giordano e Paolo Ferrero, una settimana prima delle elezioni, si disse favorevole alla linea politica di Veltroni di "correre da soli". A due giorni dal voto Prodi osservò come i responsabili principali della caduta del suo governo, i partiti della sinistra radicale e l'UDEUR, fossero rimasti spazzati via dalle elezioni e commentò il fatto con le parole «si dorme nel letto che si è preparato».

### Accondiscendenza nei confronti di Berlusconi
La linea politica di dialogo con le forze di maggioranza voluta e sostenuta da Veltroni, anche su temi come la giustizia, è stata spesso percepita, all'interno della sinistra e del partito stesso, come troppo debole; particolarmente critico nei suoi confronti fu il movimento dei girotondini, che lo accusò di essere eccessivamente accondiscendente con Berlusconi. A tali critiche si sono associate voci autorevoli della sinistra, come Furio Colombo, Paolo Flores d'Arcais e Umberto Eco.
Per questi motivi, è stato più volte definito da Beppe Grillo «il miglior alleato di Berlusconi». D'altronde, sondaggi riportati dal Corriere della Sera già nel settembre 2007 sembrerebbero confermare che il clima protestatario innescato dal V-Day organizzato dal comico genovese avrebbe danneggiato l'immagine del governo guidato da Romano Prodi e dell'intero centro-sinistra. Secondo il quotidiano milanese, Berlusconi, riferendosi ai sondaggi, avrebbe ripetuto a più riprese ai suoi collaboratori «Grillo ci aiuta», «Grillo ci fa bene». In particolare, un effetto riscontrato nei sondaggi citati sarebbe stato l'aumento significativo dell'astensionismo tra gli elettori del centro-sinistra (Grillo stesso, in più occasioni, ha del resto invitato gli elettori a non recarsi alle urne).
Anche Giulietto Chiesa, che dalle colonne de Il manifesto, aveva esortato la sinistra antagonista a coalizzarsi contro il Partito Democratico e aveva poi fondato all'uopo il partito politico denominato Per il Bene Comune, commentò l'esito delle elezioni evocando la fine della democrazia in Italia e attribuendone la principale responsabilità a Veltroni e ai banchieri italiani che ne avrebbero sostenuto la campagna elettorale.
In un'intervista al programma televisivo Che tempo che fa, condotto da Fabio Fazio, a marzo 2009, a un anno dal voto, Prodi attribuì parte della responsabilità della caduta del suo governo anche alla decisione di Veltroni di sganciarsi dalle ali estreme della coalizione de l'Unione. Secondo Prodi quella decisione causò infatti un'accelerazione della crisi in corso.

## Nella cultura di massa

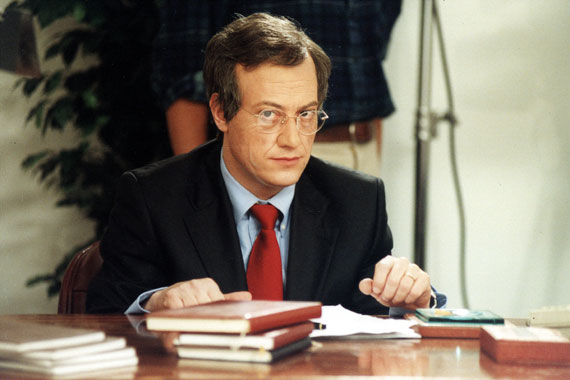
Veltroni imitato da Corrado Guzzanti

(Guzzanti - Veltroni)
Veltroni è stato spesso oggetto della satira del comico Corrado Guzzanti, che lo ha dipinto come un bambinone attaccato ai ricordi dell'infanzia e inadatto a risolvere i problemi della politica, perché più interessato alle conferenze riguardanti l'enologia e, in particolare, la sua passione per il cinema. La prima imitazione risale al 1997 e manifesta un'enfatizzazione dei suoi tipici comportamenti: la pacatezza, il sacro rispetto dell'avversario, la ricerca di un'armonia tra i partiti di centro-destra e centro-sinistra e l'inclinazione a «comporre i contrasti», anche «a prezzo di vedere diminuiti i consensi dell'elettorato».

## Filmografia

### Regista
- Quando c'era Berlinguer - documentario (2014)
- I bambini sanno - documentario (2015)
- Milano 2015, registi vari - documentario (2015)
- Gli occhi cambiano - documentario (2016)
- Indizi di felicità - documentario (2017)
- Tutto davanti a questi occhi - documentario
- C'è tempo (2019)
- Fabrizio De André e PFM - Il concerto ritrovato - documentario (2020)
- Edizione straordinaria - documentario (2020)
- È stato tutto bello - Storia di Paolino e Pablito - documentario (2022)
- Adesso tocca a noi - documentario (2022)
- Quando (2023)
- Dallamericaruso - Il concerto perduto - documentario (2023)

### Televisione
- Dov'è Mario (2016) - Episodio 4
- Boris (Quarta Stagione) (2022) - Episodio 1

### Doppiatore
- Chicken Little - Amici per le penne (2005) - nel ruolo del sindaco Rino Tacchino

### Voce narrante
- Caro presidente - film documentario (2022), regia di Michele Truglio

## Opere

### Saggistica
- Il PCI e la questione giovanile, a cura di, Roma, Newton Compton, 1977.
- Achille Occhetto, A dieci anni dal '68, intervista di Walter Veltroni, Roma, Editori Riuniti, 1978.
- Il sogno degli anni '60. Un decennio da non dimenticare nei ricordi di 46 giovani di allora, Milano, Savelli, 1981; Milano, Feltrinelli, 1991, ISBN 88-07-81161-8.
- Il calcio è una scienza da amare. 38 dichiarazioni d'amore al gioco più bello del mondo, Milano, Savelli, 1982.
- Diritto all'informazione e normativa antitrust. La relazione illustrativa della proposta di legge dei gruppi del Pci e della Sinistra indipendente alla Camera sulla regolamentazione del sistema delle comunicazioni di massa. Roma, 23 maggio 1988, con Franco Bassanini, Roma, Commissione informazione e propaganda della Direzione del Pci, 1988.
- Io e Berlusconi (e la RAI), Roma, Editori Riuniti, 1990, ISBN 88-359-3381-1.
- I programmi che hanno cambiato l'Italia. Quarant'anni di televisione, Milano, Feltrinelli, 1992, ISBN 88-07-42064-3.
- Il sogno spezzato. Le idee di Robert Kennedy, Milano, Baldini & Castoldi, 1993, ISBN 88-85988-90-3.
- La sfida interrotta. Le idee di Enrico Berlinguer, Milano, Baldini & Castoldi, 1994, ISBN 88-85989-94-2.
- Certi piccoli amori. [Dizionario sentimentale dei film], Milano, Sperling & Kupfer, 1994, ISBN 88-200-1881-0.
- Donne, famiglia e politica, Roma, Ediesse, 1996, ISBN 88-267-0213-6.
- Governare da sinistra, Milano, Baldini & Castoldi, 1997, ISBN 88-8089-278-9.
- Certi piccoli amori 2, Milano, Sperling & Kupfer, 1998, ISBN 88-200-2381-4.
- Forse Dio è malato. Diario di un viaggio africano, Milano, Rizzoli, 2000, ISBN 88-17-86508-7.
- I care, con videocassetta, Milano, Baldini & Castoldi, 2000, ISBN 88-8089-840-X.
- Che cos'è la politica?, con DVD, Roma, Sossella, 2007, ISBN 88-89829-21-4.
- La nuova stagione. Contro tutti i conservatorismi, Milano, Rizzoli, 2007, ISBN 978-88-17-01987-3.
- E se noi domani. L'Italia e la sinistra che vorrei, Milano, Rizzoli, 2013, ISBN 978-88-17-04449-3.
- Roma. Storie per ritrovare la mia città, Milano, Rizzoli, 2019, ISBN 978-88-17-10530-9.
- Odiare l'odio, Milano, Rizzoli, 2020, ISBN 978-88-17-14663-0.
- Labirinto italiano. Viaggio nella memoria di un Paese, prefazione di Luciano Fontana, Milano, Solferino, 2020, ISBN 978-88-282-0540-1.
- Storie che parlano di noi. Cronache del bene e del male, Milano, Solferino, 2022, ISBN 978-88-282-0949-2.
- Iris, la libertà, Milano, Rizzoli, 2025, ISBN 9788817178440.

### Narrativa
- Il disco del mondo. Vita breve di Luca Flores, musicista, con Roberto Malfatto, con DVD, Milano, Rizzoli, 2003, ISBN 88-17-87243-1. (dal volume è stato tratto il film Piano, solo)
- Senza Patricio, Milano, Rizzoli, 2004, ISBN 88-17-00369-7.
- La scoperta dell'alba, Milano, Rizzoli, 2006, ISBN 88-17-01309-9.
- Aspetta te stesso, Milano, Corriere della Sera, 2007.
- Marco Minghetti & the living mutants society, Le aziende in-visibili. Romanzo a colori, Milano, Libri Scheiwiller, 2008. ISBN 978-88-7644-569-9. (Veltroni è uno dei «living mutants society»)[71]
- Noi, Milano, Rizzoli, 2009, ISBN 978-88-17-03554-5.
- Quando cade l'acrobata, entrano i clown. Heysel, l'ultima partita, Torino, Einaudi, 2010, ISBN 978-88-06-20466-2.
- L'inizio del buio, Milano, Rizzoli, 2011, ISBN 978-88-17-04964-1.
- L'isola e le rose, Milano, Rizzoli, 2012, ISBN 978-88-17-06083-7.
- Ciao, Milano, Rizzoli, 2015, ISBN 978-88-17-08426-0.
- Quando, Milano, Rizzoli, 2017, ISBN 978-88-17-09702-4.
- Assassinio a Villa Borghese, Venezia, Marsilio, 2019, ISBN 978-88-297-0256-5.
- Buonvino e il caso del bambino scomparso, Venezia, Marsilio, 2020.
- Tana libera tutti. Sami Modiano, il bambino che tornò da Aushwitz, Milano, Feltrinelli, 2021.
- C'è un cadavere al Bioparco, Venezia, Marsilio, 2021.
- La scelta, Milano, Rizzoli, 2022.
- Buonvino tra amore e morte, Venezia, Marsilio, 2023.
- I fratelli che volevano cambiare il mondo, Milano, Feltrinelli, 2023.
- La condanna, Milano, Rizzoli, 2024, ISBN 978-88-17-17843-3.
- Buonvino e il circo insanguinato, Venezia, Marsilio, 2024.

## Onorificenze e riconoscimenti

### Riconoscimenti
- 2016 - Premio letterario La Tore isola d'Elba - Premio alla carriera
- 2020 - Premio Sergio Amidei - Premio alla Cultura Cinematografica
- 2020 - Premio Giovenale - Aquino

### Esplicative
1. ↑  Alle elezioni politiche del 2008, infatti, la Sinistra Arcobaleno, che raggruppava Rifondazione Comunista, Partito dei Comunisti Italiani, Federazione dei Verdi, Sinistra Democratica, non ottenne seggi in Parlamento. Ugualmente negativi furono i risultati per gli altri partiti di sinistra che non strinsero alleanza con il PD: Sinistra Critica, Partito Comunista dei Lavoratori, Partito Socialista, Partito di Alternativa Comunista, Per il Bene Comune, Partito Comunista Italiano Marxista Leninista.

### Bibliografiche
1. 1 2  Beni e attività culturali
2. ↑  Delega allo spettacolo
3. ↑   LaStampa.it: "Veltroni: il Pd correrà da solo", su www1.lastampa.it. URL consultato il 24 gennaio 2014 (archiviato il 1º febbraio 2014).
4. ↑  (EN) Robert G. Weisbord e Wallace P. Sillanpoa, The Chief Rabbi, the Pope, and the Holocaust: An Era in Vatican-Jewish Relations, Transaction Publishers, ISBN 978-1-4128-3615-9. URL consultato il 18 agosto 2024.
5. 1 2   Manuel Magarini, Chi è Valerio Veltroni, il fratello di Walter Veltroni, su Donna Glamour, 27 marzo 2022. URL consultato il 28 luglio 2025.
6. ↑   Vittorio Feltri, Renato Brunetta (a cura di), Veltroni Walter. Vita, miracoli & canzonette di un perdente di successo, Libero Free Foundation, 2007.
7. ↑   De Gregori: amico di Walter, non lo voterò - Corriere della Sera, su archive.ph, 22 luglio 2012. URL consultato il 18 agosto 2024 (archiviato dall'url originale il 22 luglio 2012).
8. ↑   "Il mio Walter". Per la prima volta parla Flavia, la moglie di Veltro…, su archive.ph, 3 agosto 2022. URL consultato il 18 agosto 2024 (archiviato dall'url originale il 3 agosto 2022).
9. ↑   Eligendo Archivio - Ministero dell'Interno DAIT, su Eligendo.
10. 1 2 3 4 5   Walter Veltroni, dalla Fgci alla segreteria del Pd, su la Repubblica, 14 ottobre 2012.
11. ↑   Eligendo Archivio - Ministero dell'Interno DAIT, su Eligendo.
12. ↑  Legge 8 febbraio 1948, n. 47 “Disposizioni sulla stampa”, articolo 3 comma IV
13. ↑  Il Grande Libro della Stampa Italiana 1996, Editoriale Genesis (Prima Comunicazione)
14. ↑   Eligendo Archivio - Ministero dell'Interno DAIT, su Eligendo.
15. ↑   Ipernick The Great, Il Secondo Governo di Massimo D'Alema (1999-2000) ft. Il Governo del Cambianiente, 21 marzo 2025.
16. ↑   VELTRONI A NEW YORK - Il politico prevale sull'amministratore, su archiviostorico.corriere.it. URL consultato l'8 febbraio 2008 (archiviato il 22 gennaio 2009).
17. ↑  Bloomberg.com Archiviato il 29 maggio 2010 in Internet Archive.
18. ↑   Obama's European counterparts - "Los Angeles Times", su articles.latimes.com. URL consultato il 29 ottobre 2008 (archiviato il 19 novembre 2008).
19. ↑  Alberto Statera, Veltroni: perché vado con Prodi, La Stampa, 27 aprile 1995, p. 5
20. ↑   Esposto di Italia Nostra contro il parcheggio al Pincio, su 06blog.it. URL consultato il 9 settembre 2009 (archiviato il 15 luglio 2010).
21. ↑  Via ai lavori per il parcheggio del Pincio Archiviato il 15 gennaio 2009 in Internet Archive., Rassegna stampa 2007
22. ↑   Bocciatura della commissione comunale per il parcheggio al Pincio, su romavisibile.it. URL consultato il 9 settembre 2009 (archiviato dall'url originale il 5 gennaio 2010).
23. ↑   Applicazione del nuovo PRG di Roma, su abitarearoma.net. URL consultato il 29 settembre 2014 (archiviato il 4 giugno 2015).
24. 1 2 3 4 5   Le dimissioni di Veltroni, sei anni fa, su Il Post, 17 febbraio 2015. URL consultato il 6 dicembre 2021.
25. ↑   Politica Oggi | Rassegna stampa sulla politica italiana, su politicaoggi.it. URL consultato il 3 luglio 2007 (archiviato il 28 settembre 2007).
26. ↑  Tratto dal Corriere Romano Archiviato l'8 gennaio 2009 in Internet Archive. del 19 giugno 2008
27. ↑   Corriere.it. URL consultato il 6 settembre 2008 (archiviato il 13 luglio 2008).
28. ↑   S&P: "No debiti occultati a Roma" E il Pd: "Basta con le mistificazioni" - Politica - Repubblica.it, su repubblica.it. URL consultato l'11 settembre 2008 (archiviato il 26 giugno 2008).
29. ↑   Veltroni conferma le dimissioni, PD nel caos, su corriere.it. URL consultato il 17 febbraio 2009 (archiviato il 17 febbraio 2009).
30. ↑   L'annuncio di Veltroni: 'Non mi ricandido in Parlamento' - Politica - ANSA.it, su www.ansa.it. URL consultato il 18 agosto 2024.
31. ↑   Veltroni a Che tempo che fa, su Il Post, 14 ottobre 2012. URL consultato l'8 dicembre 2021.
32. ↑   Veltroni non si ricandiderà in parlamento, su Il Post, 14 ottobre 2012. URL consultato l'8 dicembre 2021.
33. ↑   Walter Veltroni, l'Unità.tv, su unita.tv. URL consultato l'8 ottobre 2015 (archiviato il 12 ottobre 2015).
34. ↑   Dieci anni del PD, su ilfattoquotidiano.it. URL consultato il 14 ottobre 2017 (archiviato il 14 ottobre 2017).
35. ↑   Veltroni: "Al referendum voterò NO", su repubblica.it, 16 settembre 2020. URL consultato il 17 settembre 2020.
36. 1 2   Taglio dei parlamentari, Veltroni e Bertolaso votano No al referendum. Il fondatore del Pd: "Vero problema è bicameralismo perfetto", su Il Fatto Quotidiano, 16 settembre 2020. URL consultato l'8 dicembre 2021.
37. ↑  FQ, Indovina indovinello: chi era nel 2008 il leader del Pd a volere il taglio dei parlamentari?, Il Fatto Quotidiano, 17 settembre 2020, p. 1
38. ↑   Veltroni era un baby pensionato, ecco il velo sollevato da Fico, su corrieredellumbria.corr.it. URL consultato l'11 novembre 2018 (archiviato l'11 novembre 2018).
39. ↑   Walter Veltroni, le cifre del suo vitalizio: è in "pensione" dal 2004, su liberoquotidiano.it. URL consultato l'11 novembre 2018 (archiviato l'11 novembre 2018).
40. ↑   Franco Bechis (Corriere dell'Umbria), Vitalizi, Veltroni andò in pensione a 49 anni, su Italia Oggi, 14 luglio 2018. URL consultato il 6 giugno 2020 (archiviato il 6 giugno 2020).
41. ↑   My Movies, su mymovies.it. URL consultato il 21 marzo 2014 (archiviato dall'url originale il 20 marzo 2014).
42. ↑   La Gazzetta diventa Azzurra: un'edizione da collezione per un Europeo tutto da vivere, su La Gazzetta dello Sport. URL consultato il 13 giugno 2021.
43. ↑   La vera storia di Veltroni. Era comunista ed espelleva i dissidenti - Interni - ilGiornale.it, su ilgiornale.it. URL consultato l'11 ottobre 2007 (archiviato il 19 novembre 2007).
44. ↑  Walter Veltroni, Veltroni: incompatibili comunismo e libertà, La Stampa, 16 ottobre 1999, p. 3
45. ↑   Copia archiviata, su kaosedizioni.com. URL consultato il 19 febbraio 2009 (archiviato dall'url originale il 17 febbraio 2009). Kaos Edizioni
46. ↑   Archiviato il 29 giugno 2009 in Internet Archive. Breve riassunto del libro, presentazione dell'autore in cui dichiara di essersi rifatto a filmati dell'epoca e a dichiarazioni dei politici e delle agenzie di stampa dell'epoca
47. ↑   Copia archiviata, su sindromedistendhal.com. URL consultato il 19 febbraio 2009 (archiviato dall'url originale il 10 ottobre 2008). Altra presentazione del libro
48. ↑   Maurizio Tortorella, Meglio Roma o Milano?, in Panorama, ottobre 2003.
49. ↑   Il video dell'intervista, su YouTube.
50. ↑   Copia archiviata, su chetempochefa.rai.it. URL consultato il 18 febbraio 2008 (archiviato il 1º gennaio 2008).
51. ↑   Repubblica.it » cronaca » Immigrati, ben integrati in Veneto ok anche Marche ed Emilia-Romagna, su repubblica.it. URL consultato l'11 ottobre 2007 (archiviato il 27 giugno 2006).
52. ↑   Copia archiviata, su espresso.repubblica.it. URL consultato l'11 ottobre 2007 (archiviato dall'url originale il 22 giugno 2009).
53. ↑  Report, I re di Roma, maggio 2008 Archiviato il 23 marzo 2009 in Internet Archive.
54. ↑  Dichiarazioni Archiviato il 24 giugno 2009 in Internet Archive. di Angelo Bonelli in merito; si vedano anche i vari commenti alla scelta di "andare da soli" sul Corriere Della Sera Archiviato il 1º maggio 2008 in Internet Archive. e in particolare le dichiarazioni di Franco Giordano
55. ↑  Dichiarazioni di Nicola Latorre Archiviato il 5 gennaio 2012 in Internet Archive.
56. ↑   Il manifesto promosso da Rutelli: «Pd, possibili alleanze diverse», su corriere.it. URL consultato il 1º novembre 2008 (archiviato il 15 luglio 2007).
57. ↑   Il potere blindato della destra zuccherosa, su ricerca.repubblica.it. URL consultato il 1º novembre 2008 (archiviato il 23 giugno 2009).
58. ↑  Prodi, ultimatum a Rifondazione Dite subito se volete rompere Archiviato il 23 giugno 2009 in Internet Archive., la Repubblica, 7 dicembre 2007
59. ↑  Prodi, addio cantando Bob Dylan Archiviato il 23 giugno 2009 in Internet Archive., intervista del 7 aprile 2008 in cui Prodi dichiarò: «Walter ha fatto la scelta giusta: correre da soli» e attribuiva la caduta del governo a «chi ha minato continuamente l'azione del governo, di chi ha fatto certe dichiarazioni istituzionalmente opinabili...», parole che hanno fatto ritenere si riferisse a Fausto Bertinotti.
60. ↑   Prodi ai traditori: fuori dalle Camere chi mi fece cadere, su ricerca.repubblica.it. URL consultato il 1º novembre 2008 (archiviato il 27 giugno 2009).
61. ↑   Prodi amaro: si dorme nel letto che si è preparato, su archiviostorico.corriere.it. URL consultato il 6 novembre 2008 (archiviato il 10 novembre 2012).
62. ↑   I girotondi assediano il Pd "Veltroni vuole lo scontro" - Politica - Repubblica.it, su repubblica.it. URL consultato il 2 luglio 2008 (archiviato il 4 luglio 2008).
63. ↑   Umberto Eco: "La minoranza ha il dovere di manifestare" - Politica - Repubblica.it, su repubblica.it. URL consultato il 2 luglio 2008 (archiviato il 4 luglio 2008).
64. ↑   Beppe Grillo attacca Veltroni «Ha riesumato Silvio, una salma politica», su corriere.it. URL consultato il 28 settembre 2008 (archiviato il 20 settembre 2008).
65. ↑   Il retroscena: Effetto Grillo, l'Unione perde punti, su corriere.it. URL consultato il 7 novembre 2008 (archiviato il 2 dicembre 2008).
66. ↑   Grillo: «Non voto e ne sono orgoglioso», su corriere.it. URL consultato il 7 novembre 2008 (archiviato il 12 febbraio 2009).
67. ↑  Tutti contro il PD o la sinistra muore Archiviato il 6 maggio 2006 in Internet Archive.
68. ↑  Fine di un compromesso sociale Archiviato il 6 maggio 2006 in Internet Archive.
69. ↑  Il partito di Giulietto Chiesa ha poi ottenuto alle elezioni lo 0,327% dei consensi alla Camera e lo 0,323% al Senato
70. ↑   Prodi, affondo su Veltroni: «Io potevo andare avanti» - Corriere della Sera, su web.archive.org, 6 settembre 2017. URL consultato il 17 febbraio 2020 (archiviato dall'url originale il 6 settembre 2017).
71. ↑  Le aziende in-visibili Archiviato il 6 agosto 2013 in Internet Archive.
72. ↑   Sito web del Quirinale: dettaglio decorato., su quirinale.it. URL consultato il 1º novembre 2009 (archiviato il 23 settembre 2011).
73. ↑   Dal sito web del Sovrano Militare Ordine di Malta., su orderofmalta.int. URL consultato il 2 dicembre 2015 (archiviato l'8 dicembre 2015).